# Brissac Aubance Basket
O Brissac Aubance Basket é um clube de basquetebol baseado em Brissac-Quincé, França que atualmente disputa a Nationale Masculine1 (equivalente à terceira divisão francesa). Manda seus jogos no Complexe Sportif du Marin com capacidade para 1.200 espectadores.

## Histórico de Temporadas
| Temporada | Nível | Liga | Pos. | J     | PL  | Resultado         |
| --------- | ----- | ---- | ---- | ----- | --- | ----------------- |
| 2010-11   | 5     | NM3  |      |       |     |                   |
| 2011-12   | 4     | NM2  | 8    | 13-13 |     |                   |
| 2012-13   | 4     | NM2  | 6    | 13-13 |     |                   |
| 2013-14   | 4     | NM2  | 4    | 16-10 |     |                   |
| 2014-15   | 4     | NM2  | 2    | 12-7  |     |                   |
| 2015-16   | 4     | NM2  | 1    | 20-6  |     |                   |
| 2016-17   | 4     | NM2  | 2    | 17-5  |     | Promovido         |
| 2017-18   | 3     | NM1  | 6    | 18-16 | 1-2 | Quartas de finais |

fonte:eurobasket.com

## Títulos

### Nationale Masculine 2 (quarta divisão)
- Finalista (1):2016-17
- Campeão de Grupo (1):2015-16
- Finalista de Grupo (2):2014-15, 2016-17